# Liste der Kulturdenkmale in Großharrie
In der Liste der Kulturdenkmale in Großharrie sind alle Kulturdenkmale der schleswig-holsteinischen Gemeinde Großharrie (Kreis Plön) und ihrer Ortsteile aufgelistet (Stand: 31. März 2025).

## Legende
In den Spalten befinden sich folgende Informationen:
- Objekt-ID: die Nummer des Kulturdenkmales
- Lage: die Adresse des Kulturdenkmales und die geographischen Koordinaten. Kartenansicht, um Koordinaten zu setzen. In der Kartenansicht sind Kulturdenkmale ohne Koordinaten mit einem roten Marker dargestellt und können in der Karte gesetzt werden. Kulturdenkmale ohne Bild sind mit einem blauen Marker gekennzeichnet, Kulturdenkmale mit Bild mit einem grünen Marker.
- Offizielle Bezeichnung: Bezeichnung des Kulturdenkmales
- Beschreibung: die Beschreibung des Kulturdenkmales
- Bild: ein Bild des Kulturdenkmales

## Sachgesamtheiten
| Objekt-ID | Lage                                      | Offizielle Bezeichnung | Beschreibung | Bild |
| --------- | ----------------------------------------- | ---------------------- | --- | ---- |
| 39342     | Dorfstraße 2 (54° 7′ 10″ N, 10° 2′ 55″ O) | Hof Dorfstraße 2       | Hof Dorfstraße 2; 2. Hälfte 19. Jh.; in der historischen Ortsmitte gelegenes Ensemble aus Wohn- und Wirtschaftsgebäude und Scheune - Begründung: geschichtlich, städtebaulich - Schutzumfang: Wohn- und Wirtschaftsgebäude, Scheune | BW   |

## Bauliche Anlagen
| Objekt-ID | Lage                                              | Offizielle Bezeichnung       | Beschreibung | Bild |
| --------- | ------------------------------------------------- | ---------------------------- | --- | ---- |
| 39340     | Dorfstraße 2 (54° 7′ 10″ N, 10° 2′ 55″ O)         | Wohn- und Wirtschaftsgebäude | Wohn- und Wirtschaftsgebäude; 2. Hälfte 19. Jh.; zweigeschossiger traufständiger Backsteinbau auf winkelförmigem Grundriss mit Satteldach und seitlichem übergiebeltem Zwerchhaus - Begründung: geschichtlich, städtebaulich - Schutzumfang: gesamtes Objekt - Denkmaltyp: Bauliche Anlage, Sachgesamtheit: Hof Dorfstraße 2 | BW   |
| 8967      | Kleinharrierredder 8 (54° 7′ 51″ N, 10° 5′ 51″ O) | ehem. Forsthaus              | ehem. Forsthaus; um 1910; eingeschossiger, traufständiger Backsteinbau mit reetgedecktem Schopfwalmdach, Wohn- und Wirtschaftsteil quererschlossen - Begründung: geschichtlich, Kulturlandschaft prägend - Schutzumfang: gesamtes Objekt - Denkmaltyp: Bauliche Anlage                                                       | BW   |

## Gründenkmale
| Objekt-ID | Lage                                    | Offizielle Bezeichnung | Beschreibung | Bild            |
| --------- | --------------------------------------- | ---------------------- | --- | --------------- |
| 39337     | Dorfstraße (54° 7′ 13″ N, 10° 2′ 54″ O) | Doppeleiche            | Doppeleiche; 1914; zum 50-jährigen Jubiläum der Erstürmung der Düppeler Schanzen gepflanzt; mit Gedenkstein - Begründung: geschichtlich, wissenschaftlich, städtebaulich - Schutzumfang: Doppeleiche, Gedenkstein - Denkmaltyp: Gründenkmal | Fotos hochladen |

## Quelle
- Liste der Kulturdenkmale in Schleswig-Holstein – Kreis Plön (PDF)

- Karte mit allen Koordinaten:
- OSM |
- WikiMap